# Злыденный, Иван Дмитриевич
Иван Дмитриевич Злыденный (14 апреля 1919 — 22 мая 2017) — Гвардии полковник Советской Армии, участник Великой Отечественной войны, Герой Советского Союза (1944).

## Биография
Родился 14 апреля 1919 года в селе Копанское (ныне — Акбулакский район Оренбургской области).
Окончил фельдшерско-акушерскую школу. В 1939 году Злыденный был призван на службу в РККА. В 1940 году окончил Чкаловское военное авиационное училище лётчиков. С июля 1941 года — на фронтах Великой Отечественной войны.
К июлю 1944 года гвардии старший лейтенант Иван Злыденный был старшим лётчиком-наблюдателем 99-го отдельного гвардейского разведывательного авиаполка (15-й воздушной армии, 2-го Прибалтийского фронта). К тому времени он совершил 148 боевых вылетов на разведку и бомбардировку скоплений боевой техники и живой силы противника, его аэродромов.
Указом Президиума Верховного Совета СССР от 19 августа 1944 года гвардии старший лейтенант Иван Злыденный был удостоен высокого звания Героя Советского Союза с вручением ордена Ленина и медали «Золотая Звезда».
После окончания войны Злыденный продолжил службу в Советской Армии. В 1954 году он окончил Военно-политическую академию. В 1975 году в звании гвардии полковника Злыденный был уволен в запас. Проживал в Москве (мемориальная доска на д. 90 по Ленинском проспекту).
Скончался 22 мая 2017 года. Похоронен на Троекуровском кладбище.

## Награды
Был также награждён орденами Красного Знамени, Отечественной войны I и II степеней, тремя орденами Красной Звезды, медалью «За отвагу» и рядом других медалей.

## Память
- В Москве на доме №90 на Ленинском проспекте, где он проживал, установлена памятная доска[2].
- В Оренбурге на школе № 24 по улице Чичерина, в которой он учился с 1937 по 1939 год, в 1985 году установлена мемориальная доска.